# Chris Urbanowicz
Christopher Dominic Urbanowicz (Aslockton, Nottinghamshire, 22 de junio de 1981) es un músico que fue el guitarrista principal y sintetizador de la banda británica de indie rock Editors.

## Biografía
Estudió tecnología de la música en la Universidad de Staffordshire durante tres años con los otros miembros de Editors entonces. Trabajó en una tienda de zapatos con el baterista de Editors, Ed Lay en Birmingham durante dos años antes de que la banda firmara Kitchenware Records.
Actualmente, vive en Nueva York con su novia. 
Apoya al Nottingham Forest Football Club.
Entre sus influencias se encuentran bandas como The Walkmen, The Strokes, LCD Soundsystem, Kraftwerk and Elbow.
Tiene un tatuaje de tres rosas coloreadas en su brazo.
Sus abuelos eran polacos pero sus padres nacieron en Inglaterra.
El 16 de abril de 2012, el grupo confirma en su página web que Chris se desvincula del grupo, posiblemente debido a razones creativas, y se tomaría un tiempo de reflexión alejado de la primera línea del mundo musical.
- Datos: Q2313725
- Multimedia: Chris Urbanowicz / Q2313725